# Wilhelm Schneckenburger
Wilhelm Schneckenburger (Tubinga, 30 marzo 1891 – Belgrado, 14 ottobre 1944) è stato un generale tedesco della Wehrmacht durante la seconda guerra mondiale.

## Biografia
Schneckenburger comandò l'XVII. Armeekorps e per i suoi meriti fu decorato con la Croce di Cavaliere della Croce di Ferro. Rimase ucciso in azione a Belgrado il 14 ottobre 1944.